# Platan meksykański
Platan meksykański (Platanus mexicana Moric.) – gatunek rośliny z rodziny platanowatych (Platanaceae T. Lestib. ex Dumort.). Występuje naturalnie w Meksyku.

## Morfologia
PokrójZrzucające liście drzewo dorastające do 45 m wysokości.
LiścieSą 3- lub 5- klapowane, w zarysie mają owalny kształt, natomiast poszczególne klapy mają kształt od owalnego do lancetowatego. Mierzą 5–22 cm długości oraz 3–16 cm szerokości. Są owłosione od spodu. Nasada liścia jest ucięta lub zbiega po ogonku. Blaszka liściowa jest całobrzega lub ząbkowana na brzegu, o ostrym lub spiczastym wierzchołku. Ogonek liściowy jest omszony i dorasta do 5–45 mm długości. Przylistki są nietrwałe, mierzą 5–35 mm długości.
KwiatySą niepozorne, zebrane w kłębiki, rozwijają się w kątach pędów. Dorastają do 13–25 cm długości. Połączone są w zwisające kwiatostany.
OwoceNiełupki o odwrotnie stożkowatym kształcie, osiągają 4–6 mm długości, zebrane są w kuliste owocostany.

## Biologia i ekologia
Jest rośliną jednopienną. Rośnie w lasach podzwrotnikowych (częściowo zimozielonych). Występuje na wysokości od 800 do 1700 m n.p.m. Późnym latem i jesienią pluskwiaki Corythucha ciliata żywią się liśćmi tego gatunku.

## Zmienność
W obrębie tego gatunku wyróżniono jedną odmianę:
- Platanus mexicana var. interior Nixon & J.M.Poole